# Junkers A 35
Die Junkers A 35 war ein einmotoriges, als Tiefdecker ausgelegtes Mehrzweckflugzeug des deutschen Herstellers Junkers von 1926. Das zweisitzige Modell diente zum Transport von Post und Zeitungen sowie als Schulflugzeug.

## Geschichte
Die A 35 war eine Weiterentwicklung des Ganzmetallflugzeugs Junkers A 25. Für die Konstruktion zeichneten Otto Mader und Ernst Zindel verantwortlich. Als Antrieb diente ein 310 PS starker Junkers L 5-Reihenmotor, gelegentlich auch ein BMW IV mit 320 PS. Das Fahrwerk konnte gegen ein Schwimmergestell ausgetauscht werden.
Mit diesem Typ und einer Junkers G 24 als Schleppmaschine wurden Versuche zum Flugzeugschlepp durchgeführt. Eine A 35 mit der Werknummer 1059 ging 1928 an die geheime Fliegerschule der Reichswehr in der Sowjetunion und wurde dort bis 1929 für Bombenabwurfversuche und Bordwaffentests genutzt. Fünf Stück wurden zwischen 1928 und 1936 als Wetterflugzeuge verwandt.
Verschiedentlich wurden auch Junkers A 20 und A 25 mit dem neuen Motor ausgerüstet und damit der A 35 angeglichen. Da jedoch keine Änderungen an der Zelle vorgenommen wurden, behielten diese ihre bisherigen Typenbezeichnungen.

## Technische Daten

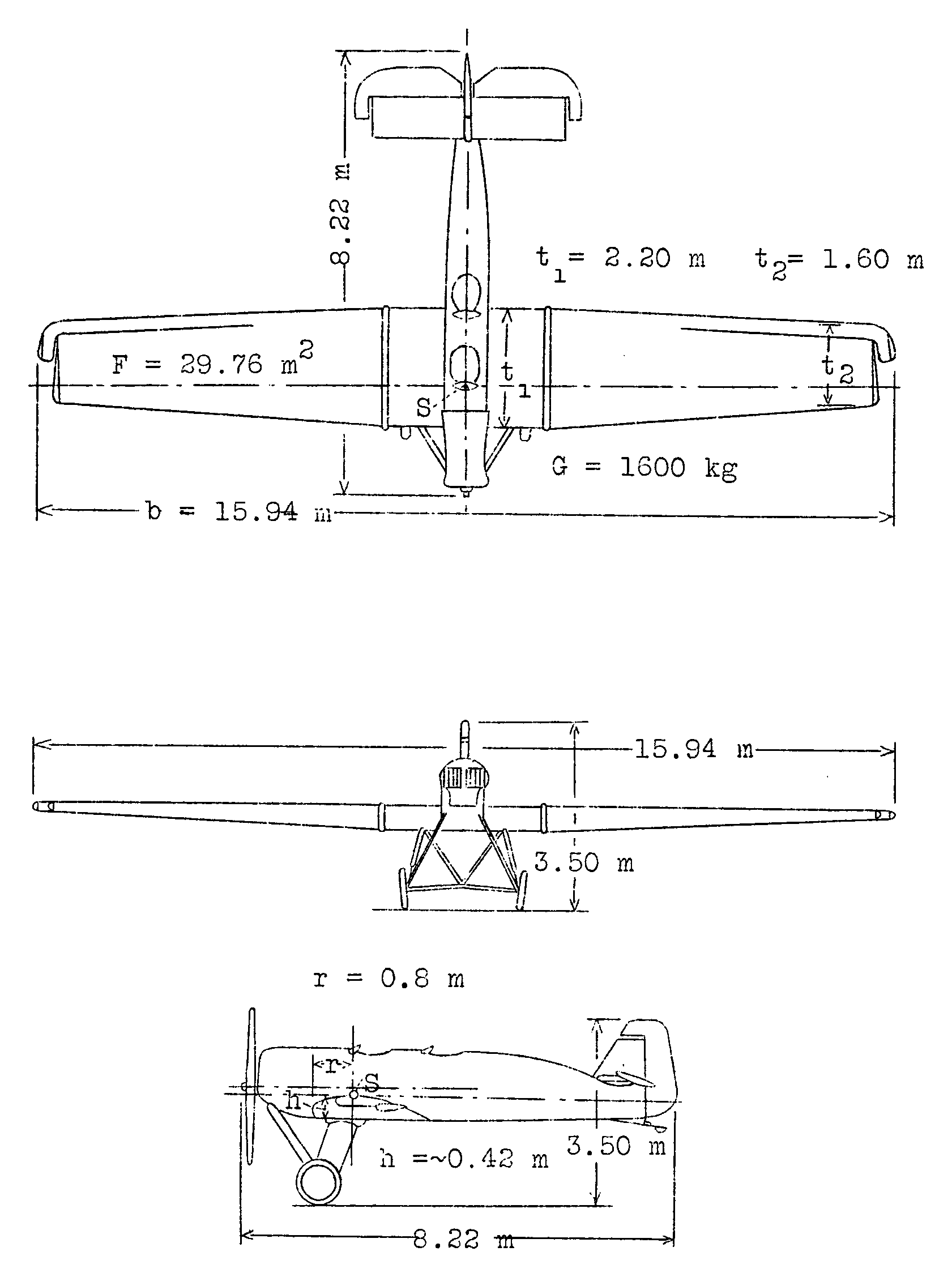
Dreiseitenansicht Junkers A 35

| Kenngröße             | Daten (A 35a)                                             |
| --------------------- | --------------------------------------------------------- |
| Besatzung             | 1                                                         |
| Passagiere            | 1                                                         |
| Länge                 | 8,22 m                                                    |
| Spannweite            | 15,94 m                                                   |
| Höhe                  | 3,50 m                                                    |
| Flügelfläche          | 29,76 m²                                                  |
| Flügelstreckung       | 8,5                                                       |
| Flächenbelastung      | 53,76 kg/m²                                               |
| Rüstmasse             | 1080 kg                                                   |
| Zuladung              | 520 kg                                                    |
| Startmasse            | 1600 kg                                                   |
| Flächenbelastung      | 53,80 kg/kW                                               |
| Triebwerke            | ein wassergekühlter Sechszylinder-Reihenmotor Junkers L 5 |
| Startleistung         | 310 PS (228 kW)                                           |
| Tankinhalt            | 300 l                                                     |
| Höchstgeschwindigkeit | 206 km/h in Bodennähe                                     |
| Reisegeschwindigkeit  | 170 km/h                                                  |
| Landegeschwindigkeit  | 100 km/h                                                  |
| Steigzeit             | 3,30 min auf 1000 m 7 min auf 2000 m                      |
| Steigleistung         | 4,80 m/s                                                  |
| Reichweite            | 850 km                                                    |
| Dienstgipfelhöhe      | 6300 m                                                    |